# Hernando de la Cruz
Hernando de la Cruz (Panamá, ca. 1592-Quito, 6 de enero de 1646), bautizado como Fernando de Ribera, de origen hidalgo, fue un pintor y religioso jesuita activo en la Real Audiencia de Quito.

## Biografía

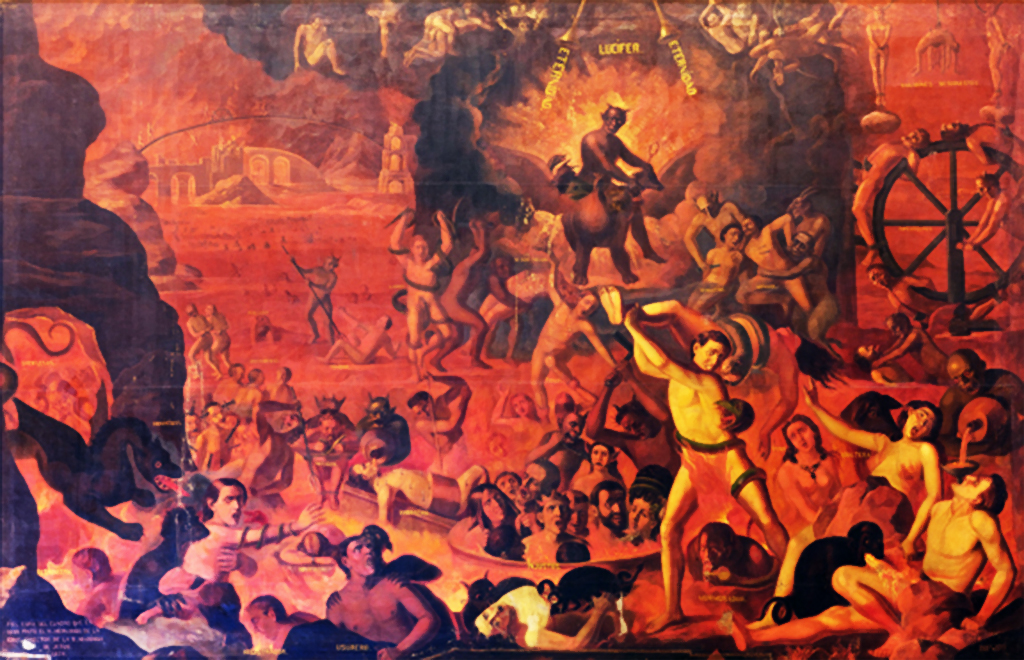
Infierno, 1620, óleo sobre lienzo, Iglesia de la Compañía de Jesús de Quito.

La fecha aproximada de su nacimiento se toma según la opinión de su biógrafo, el padre Pedro Mercado, que lo conoció más de ocho años. Hernando era hijo legítimo de los hidalgos sevillanos Fernando de la Vega y Palma y Leonor de Ribera. Lo bautizaron como Fernando de Ribera. Según su biógrafo:

Desde su más tierna edad dio muestras de grande ingenio y de una notable vena de poeta, y habiendo aprendido a leer y a escribir pasó a la ciudad de Lima, donde llevado más de su inclinación que obligado de la necesidad, aprendió el arte de pintar con no pequeña perfección y dejando en aquella ciudad muchos lienzos de su pincel y no pocos versos de su ingenio, partió a la ciudad de Quito donde se granjeó amigos con su apacibilidad y adquirió dinero con su arte; y cuando más divertido se hallaba en sus pensamientos, le hizo Dios abrir los ojos de su entendimiento para el desengaño y desprecio del mundo, con ocasión de que esgrimiendo con espadas blancas con un amigo, le apuntó éste y le alcanzó a uno de los ojos con que se vio a riesgo de perder no solo la vista sino también la vida; juzgando que de milagro la tenía, quiso emplearla en servicio de Dios, sin tenerla en el siglo expuesta a que algún enemigo se la quitase con la espada. Resuelto a dejar el mundo, recurrió a la Recoleta de San Diego, en compañía de una hermana suya, y después de confesarse los dos, determinaron que ella entrase al Monasterio de Santa Clara y él en la Compañía de Jesús, donde fue aceptado el 11 de abril de 1622. Al vestir el hábito de hermano jesuita tomó el nombre de Hernando de la Cruz con que es conocido en la historia. En su nuevo estado renunció a la poesía y a la esgrima– arrojó al fuego todas sus composiciones, escribió el padre Jacinto Morán de Butrón-, no así las pinturas, porque sus superiores le ocuparon en el ejercicio de pintar, a que acudió con toda prontitud y gusto. Era primoroso en este arte y cuando dibujaba el pincel en el lienzo, lo ideaba antes en la meditación y oración. A su trabajo se debieron todos los lienzos que adornaban la iglesia de la Compañía en su tiempo, así como los tránsitos y aposentos de la residencia jesuita y demás casas en la provincia.

Por la lectura anterior se desprende que su ingreso en la Compañía de Jesús, como religioso coadjutor, fue a los treinta años de edad y que por obediencia dejó de hacer poesías, mas no así las pinturas, y enseñó a numerosos seglares españoles, criollos e indios, y entre estos últimos, a uno que después sería religioso de San Francisco. Por eso se ha dicho que logró formar escuela y que también tuvo entre sus oficiales al hermano Fray Domingo, lego franciscano mencionado a fines del siglo XVIII por Juan de Ascaray, quien floreció por los años 1640 y viajó cuatro años después a España, en compañía del Padre Custodio Diego Vélez.

### El desarrollo del arte
Por entonces el hermano Marco Guerra había completado la sacristía de la primitiva fábrica de la Iglesia de la Compañía. En el frontispicio puso un retablo de madera y en su nicho colocóse una devotísima imagen hecha por el pincel del Hermano de la Cruz, óleo de San Ignacio de Loyola, a todo color y revestido de sacerdote, en actitud de ofrendar su corazón a la Trinidad.
Igualmente, entre sus más conocidos obras están las dos gigantescas que se hallan a la entrada del templo actual de la Compañía, tituladas El Infierno o las llamas infernales y El Juicio Final o la resurrección de los predestinados, que causaron terribles efectos psicológicos en la mentalidad supersticiosa de esa época; pues, según opinión del Padre Mercado, ambas pinturas fueron «como predicadores elocuentes y eficaces que han causado mucho bien y obrado muchas conversiones».
Ambos lienzos datan de 1620 y existieron hasta que en 1879, quizá por su avanzado estado de deterioro, fueron reemplazados por fieles copias, como consta explicado en sus reversos. En ambas creaciones se nota «una temática efectivista dirigida a demostrar los tormentos a que supuestamente son sometidas las almas de los pecadores. Es el tipo de obra artística que lleva en sí una finalidad específica de moralizar y enseñar a la manera de una obra de propaganda. En cuanto a la técnica utilizada, ésta es muy pobre y lineal, resintiéndose por la falta de profundidad de sus figuras».
De la Cruz vivió el momento máximo de tenebrismo en la colonia, donde las penitencias y las mortificaciones eran lo usual para obtener el favor divino y había que aprender diariamente a morir para ganar la vida eterna. Época sombría y aberrante, originada en el movimiento de la Contrarreforma, que felizmente pasó y sólo es un mal recuerdo en la historia de Occidente.
Otras de sus obras son el trazo de la iglesia del Monasterio del Carmen Antiguo de San José y, en el Museo de Bellas Artes de Quito, la hermosa virgen pintada sobre madera, que, anónima, allí se conserva.

### Ascetismo y Mariana de Jesús

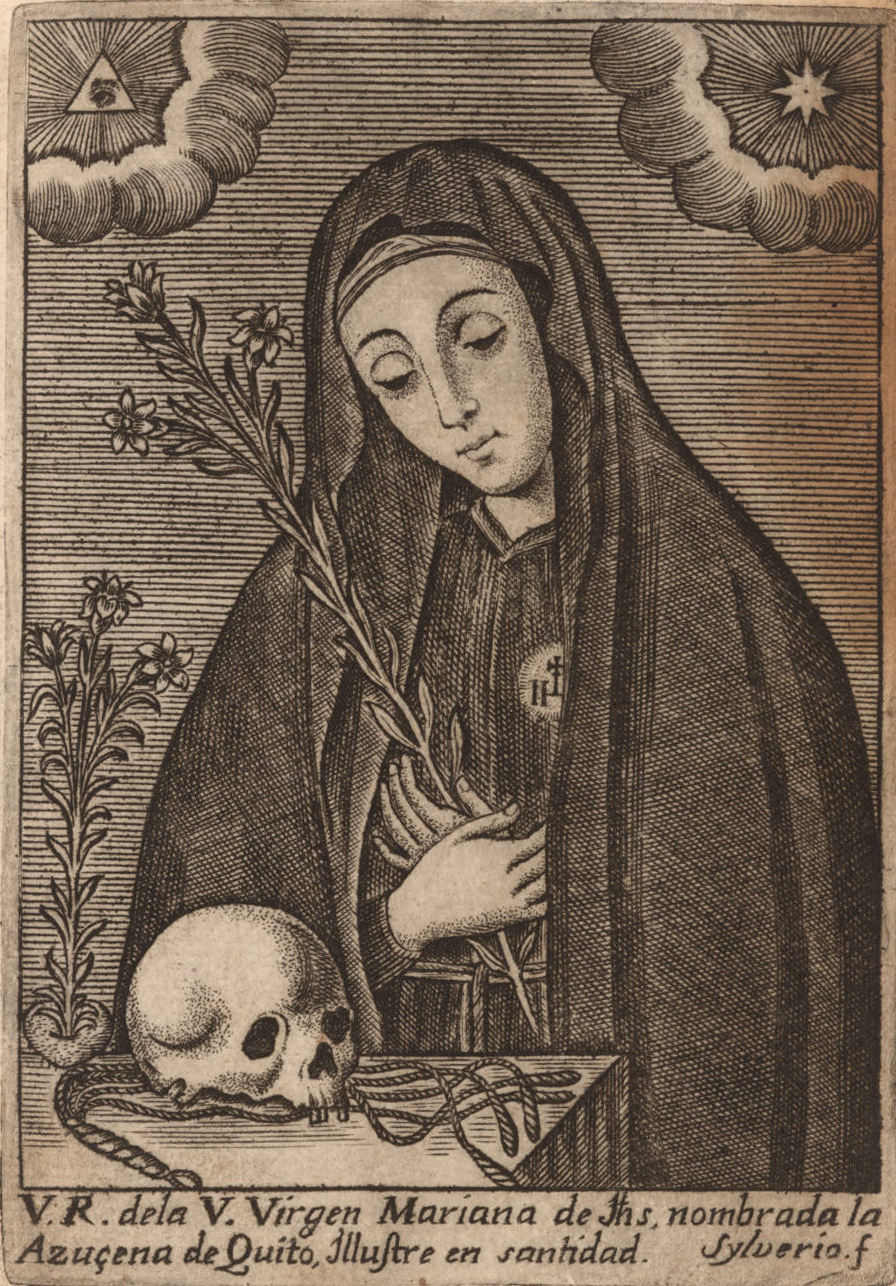
Mariana de Jesús

Otra de sus importantes facetas es la del religioso místico, pues todos los actos de su vida dedicábalos a promover el culto a Dios, a la Virgen y a sus santos, y a mostrar el desengaño de su espíritu; por eso se ha dicho que tenía la costumbre de hacer que uno de sus discípulos leyese un libro de piedad en su obrador mientras estaba pintado, y que era tanta su piedad que pronto cobró fama en Quito como director de almas, a las que ayudaba para santificarlas. Por eso fue durante algún tiempo confesor y director espiritual de Mariana de Jesús, para quien escribió un Ejercicio Devoto que la joven quiteña leía constantemente.
Hernán Rodríguez Castelo con mucho acierto se ha preguntado si la lírica del Hermano de la Cruz jugó algún papel importante en la vida espiritual de Mariana. Algo nuevo, liberador y jubiloso, pues ella misma escribió al padre Antonio Manosalvas: « Desde que trato las cosas de mi alma con el Hermano Hernando de la Cruz, vivo una vida alegre ».
En 1645, conjuntamente con los padres jesuitas Juan de Enebra, Marco, Pedro y Hernando Alcocer, llevóse la palma en los cantos con que la gente quiteña despidió a Mariana de Jesús en su tránsito terrenal, señal de que había vuelto a la poesía. El padre Mercado asegura que también compuso Hernando de la Cruz unas rimas espirituales en el último año de su vida, recogiendo en ellas puntos muy delicados de espíritu. Obra es, aunque en pequeño volumen, tan grande, que muy entendidos teólogos se han admirado, viendo que un hermano sin letras pudiese saber y explicar sutilezas tan delicadas de teología y dar documentos tan saludables de espíritu. Dicho volumen fue incluido por el padre Lucas de la Cueva en el Proceso Informatorio para la beatificación de la virgen quiteña, puesto que el propio autor lo había guardado sin querer que se conociera, pero como murió en Quito el 6 de enero de 1646, sus hermanos en religión lo rescataron del olvido.
Su elogio fue escrito por el padre Jacinto Morán de Butrón, S. J. No nos ha quedado su descripción física.

## Obras

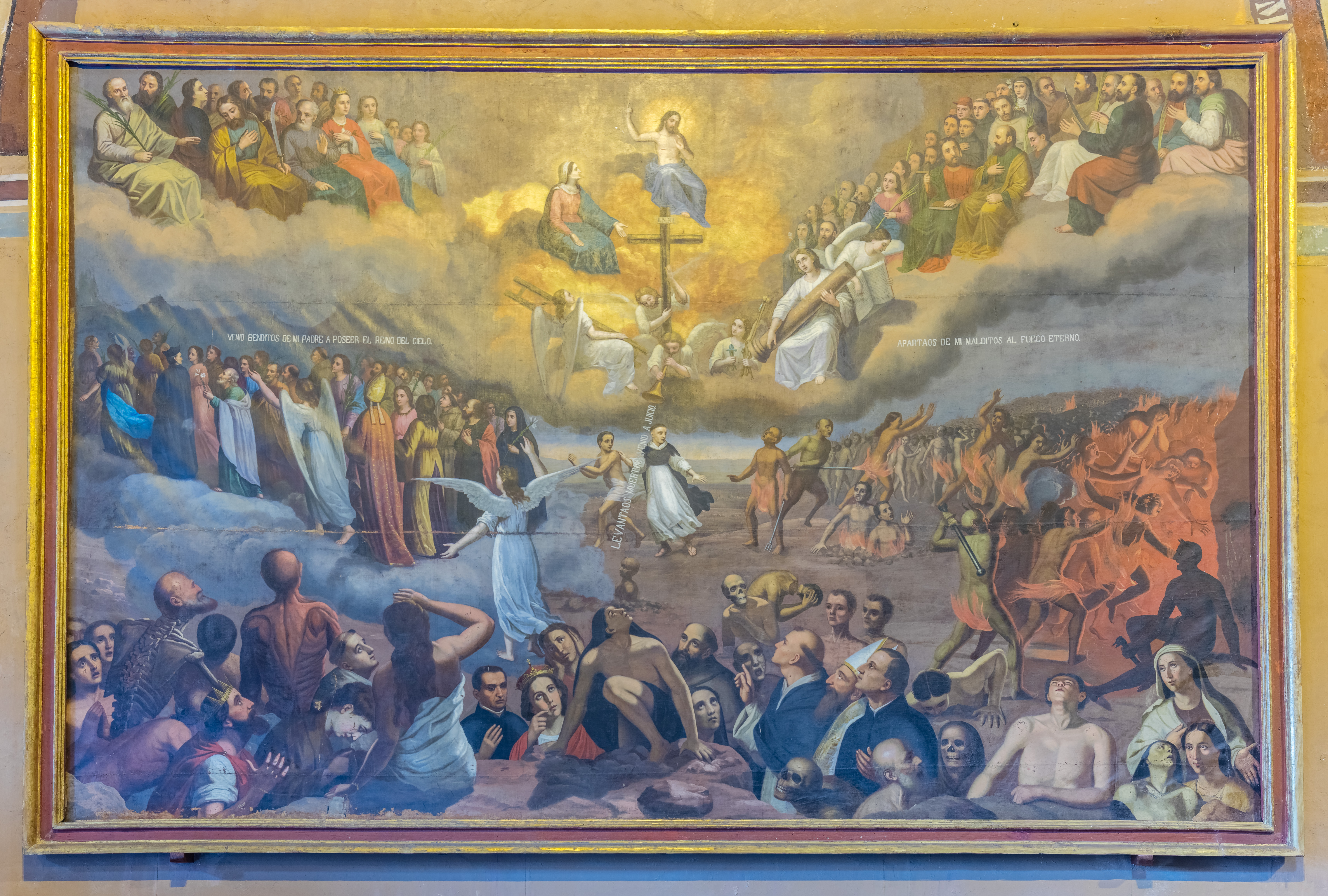
El Juicio Final, en la Iglesia de la Compañía

Como era costumbre en esa época, sus cuadros no se encuentran firmados por lo que en general son atribuciones tradicionales las siguientes obras:
- El Infierno, s. f.
- El Purgatorio, s. f.
- El Juicio final, s. f.
- San Ignacio de Loyola, s. f. (atrib.)
- Retrato de Mariana de Jesús, s. f. (atrib.)

La mayoría de sus obras se encuentran en la Iglesia de la Compañía, de acuerdo a su vida como jesuita que inicia tras un duelo (por ser de familia hidalga, sabía esgrima) desafortunado para el y que causa su reclusión en un convento y el inicio de su vida religiosa, que lo llevaría de la Real Audiencia de Panamá a la Real Audiencia de Quito.